# Landeshauptmann della Carinzia
Il Landeshauptmann della Carinzia (al femminile Landeshauptfrau della Carinzia) è il presidente del governo regionale della Carinzia.

## Elenco
| Immagine | Landeshauptmann (nascita-morte) | Partito                                                               | Mandato          |
| -------- | ------------------------------- | --------------------------------------------------------------------- | ---------------- |
|          | Hans Piesch (1889-1966)         | Partito Socialdemocratico d'Austria                                   | 1945 - 1947      |
|          | Ferdinand Wedenig (1896-1975)   | Partito Socialdemocratico d'Austria                                   | 1947 - 1965      |
|          | Hans Sima (1918-2006)           | Partito Socialdemocratico d'Austria                                   | 1965 - 1974      |
|          | Leopold Wagner (1927-2008)      | Partito Socialdemocratico d'Austria                                   | 1974 - 1988      |
|          | Peter Ambrozy (1946)            | Partito Socialdemocratico d'Austria                                   | 1988 - 1989      |
|          | Jörg Haider (1950-2008)         | Partito della Libertà Austriaco                                       | 1989 - 1991      |
|          | Christof Zernatto (1949)        | Partito Popolare Austriaco                                            | 1991 - 1999      |
|          | Jörg Haider (1950-2008)         | Partito della Libertà Austriaco/Alleanza per il Futuro dell'Austria   | 1999 - 2008      |
|          | Gerhard Dörfler (1955)          | Partito della Libertà in Carinzia/Alleanza per il Futuro dell'Austria | 2008 - 2013      |
|          | Peter Kaiser (1958)             | Partito Socialdemocratico d'Austria                                   | 2013 - in carica |